# Cara al sol

Cara al Sol est un hymne de la phalange espagnole, hymne des nationalistes durant la guerre d'Espagne et l'un des symboles du franquisme. 

Emblème de la phalange espagnole

Le texte d’exaltation fut rédigé par José Antonio Primo de Rivera à partir du 3 décembre 1935, à la suite d'une réunion de ce dernier avec José María Alfaro, Agustín de Foxá, Dionisio Ridruejo, Pedro Mourlane Michelarena, Jacinto Miquelarena, Rafael Sánchez Mazas et le Marquis de Bolarque, avec le maître Juan Tellería.
La musique est de Juan Tellería et il devint l'un des « hymnes officiels » (rang inférieur à celui d'« hymne national », dévolu à la Marcha Real) sur décision du général Franco le 27 février 1937.  
Cette chanson fait partie de la culture musicale des mouvements néofranquistes et nationalistes espagnols. Il passe aujourd'hui pour subversif, car repris par les tenants du Caudillo, les ultras, les anciens combattants et les membres de Fuerza Nueva, parti de Blas Piñar.

## Paroles
| Texte en espagnol | Traduction française |
| --- | --- |
| Cara al sol con la camisa nueva que tú bordaste en rojo ayer, me hallará la muerte si me lleva y no te vuelvo a ver. Formaré junto a mis compañeros que hacen guardia sobre los luceros, impasible el ademán, y están presentes en nuestro afán. Si te dicen que caí, me fuí al puesto que tengo allí. Volverán banderas victoriosas al paso alegre de la paz y traerán prendidas cinco rosas: las flechas de mi haz. Volverá a reír la primavera, que por cielo, tierra y mar se espera. Arriba escuadras a vencer que en España empieza a amanecer. | Face au soleil avec la chemise neuve que toi même brodas en rouge hier, la mort me trouvera si elle m'emporte, et que je ne te voie plus jamais. Je formerai aux côtés de mes compagnons qui montent la garde sur les étoiles, le geste impassible, Ils sont présents dans notre ardeur. Si on te dit que je suis tombé, c'est que je suis parti à la place qui m'attend là-haut. Reviendront victorieux, les drapeaux au pas enjoué de la paix, arborant 5 roses, les flèches de mon faisceau. Il rira de nouveau le printemps, que les cieux, la terre, la mer espèrent. Debout, légions, vainquez, car en Espagne, l'aube commence à poindre. |

Le chant est souvent ponctué des cris de la devise franquiste. 
- ¡España! ¡Una!

Espagne ! Une !
- ¡España! ¡Grande!

Espagne ! Grande !
- ¡España! ¡Libre!

Espagne ! Libre ! 
- ¡Arriba España!

Allez l'Espagne !
Ou bien en une seule phrase : ¡España una, España grande, España libre, arriba España!
Amanecer est un groupe pop qui en 1972 tenta de sortir un disque du Cara al Sol, sur une musique plus moderne et plus musclée. Des interventions virulentes en provenance du Movimiento eurent pour conséquence immédiate l'interdiction du disque à la vente.